# ألان ويلكينسون
ألان ويلكينسون (بالإنجليزية: Alan Wilkinson)‏ (1924 - 2015 في نيوزيلندا) هو لاعب كرة قدم نيوزلندي في مركز الهجوم. شارك مع منتخب نيوزيلندا لكرة القدم.